# Falls of Falloch
Falls of Falloch (in gaelico: Eas Falach, ovvero Cascata del fiume Falloch) è il nome di una cascata della Scozia.

## Descrizione
La cascata è formata dal fiume Falloch e si trova nei pressi di Crianlarich (area amministrativa di Stirling.
In corrispondenza della cascata il Falloch compie un salto di 9 metri o 30 piedi.

## Storia

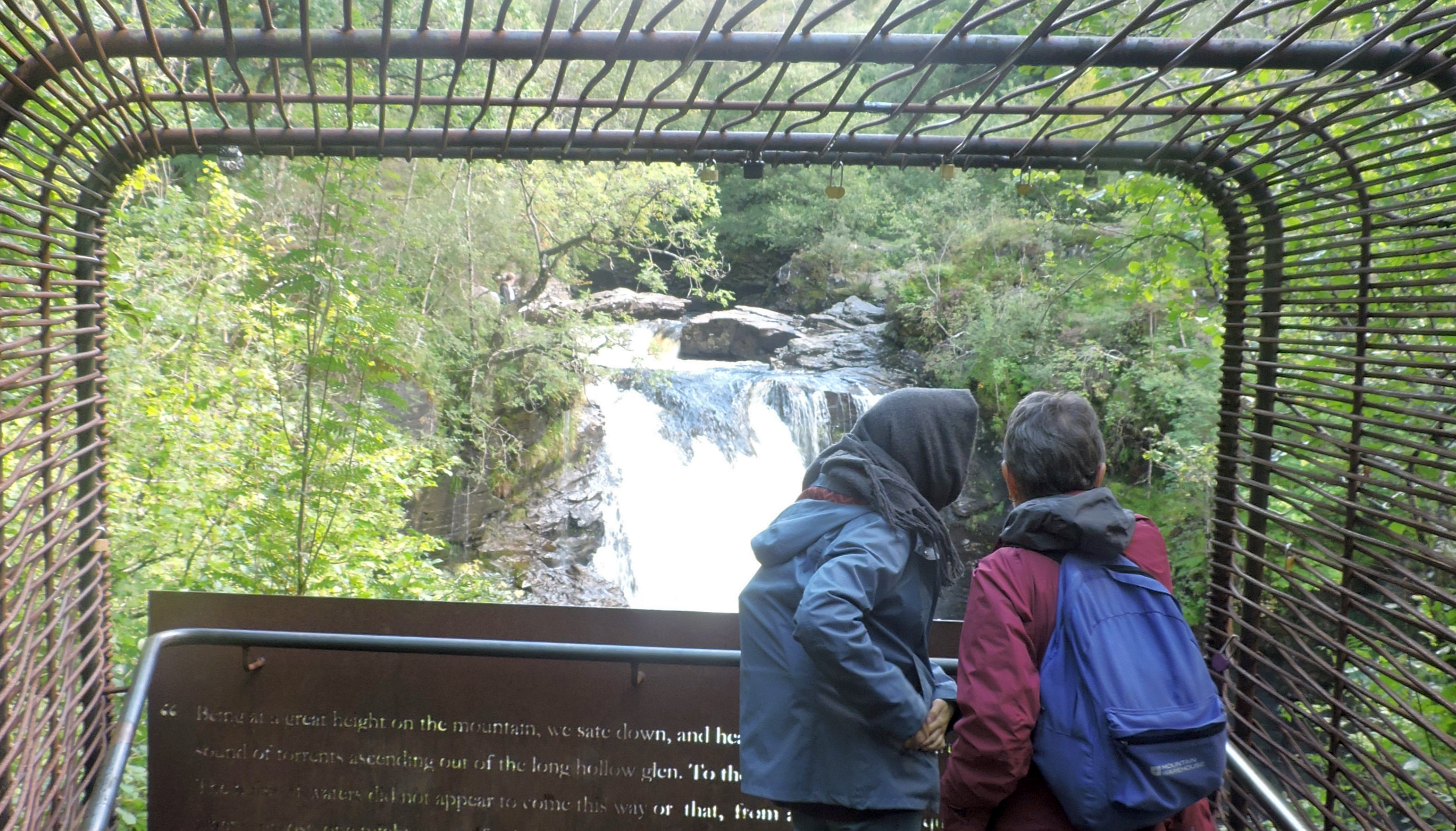
Il belvedere nel 2018

Dorothy Wordsworth e altri scrittori e poeti apprezzarono la cascata fin dall'inizio del XIX secolo. La grossa vasca naturale presente sotto la cascata è nota come Rob Roy's Bathtub (la vasca da bagno di Rob Roy). Nella stessa vasca l'alpinista e scrittore scozzese W. H. Murray rischiò di affogare dopo essere caduto accidentalmente nel Falloch a monte della cascata.. Nel 2013 venne costruito il Woven Sound, un belvedere metallico realizzato per consentire ai visitatori di osservare la cascata in tutta sicurezza minimizzando l'impatto sul paesaggio.

## Accesso

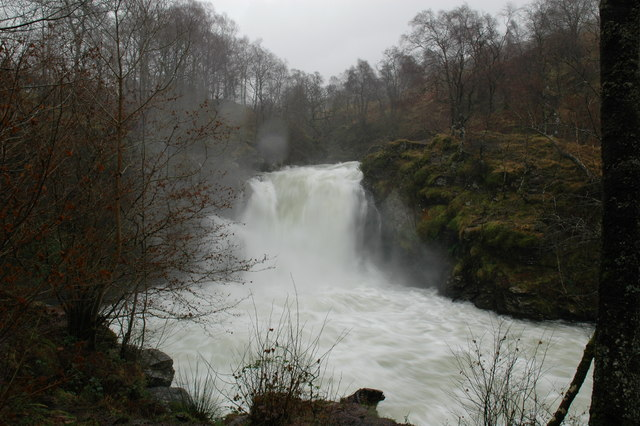
La cascata d'inverno

Un breve percorso pedonale permette di raggiungere in una decina di minuti di cammino le cascate partendo da uno spiazzo adibito a parcheggio. Il sito è anche collocato sul percorso dalla West Highland Way.

## Tutela naturalistica
Le cascate e l'area circostante fanno parte del Loch Lomond and The Trossachs National Park.